# Estadio Skonto
El estadio Skonto (en letón: Skonto stadions) es un estadio de fútbol de Riga, Letonia. Se construyó en el año 2000 y actualmente cuenta con un total de 8087 asientos (abiertos para espectadores e invitados VIP los días de partido).  Es el segundo estadio más grande de Letonia, después del Estadio Daugava, también en Riga. El diseño del estadio incorpora la Sala Skonto. 

## Descripción
El Estadio Skonto se encuentra en el corazón de Riga, en la calle E. Melngaiļa, 1a. Es el segundo estadio de fútbol más grande, con 8087 asientos, salas VIP, oficinas, centro de prensa y cafeterías.

## Usos
El Estadio Skonto se utiliza principalmente para albergar partidos de fútbol. Desde su inauguración en el año 2000, ha sido el estadio del Skonto Riga de la Primera División de Letonia y de la selección nacional de fútbol de Letonia , así como de la selección sub-21 de Letonia . El Estadio Daugava estaba en proceso de renovación. 
El equipo regresó al Daugava tras las renovaciones del verano de 2018.  Sin embargo, desde el otoño de 2022, los partidos como local se trasladaron de nuevo al Estadio Skonto debido a problemas con el césped y otros inconvenientes. Las obras de reemplazo y mejora del campo comenzaron en octubre de 2023.  En aquel momento, el presidente de la Federación Letona de Fútbol, Vadims Ļašenko, anunció que el Skonto se convertiría en la sede principal del equipo masculino, y que el Daugava serviría como sede de reserva y de las selecciones nacionales femenina y juvenil.
Artistas internacionales se han presentado en este recinto, como Aerosmith en 2007 y Metallica en 2008, quienes alcanzaron su aforo máximo con 32 000 y 33 000 espectadores, respectivamente. Otros artistas también han actuado allí, como Snoop Dogg, Massive Attack, Depeche Mode y Akon.
En 2003, el estadio Skonto albergó el Gran Concierto de Baile del Festival de Canción y Danza de Letonia, y en 2008 se jugó en este recinto un partido amistoso entre veteranos del fútbol letón y georgiano.
En 2009, el FK Ventspils utilizó el estadio para disputar sus partidos como local en la UEFA Europa League debido a problemas técnicos en su estadio.